# Timoradza
Timoradza (Hongaars: Timorháza) is een Slowaakse gemeente in de regio Trenčín, en maakt deel uit van het district Bánovce nad Bebravou.
Timoradza telt 518 inwoners.